# Micropsectra bodanica
Micropsectra bodanica är en tvåvingeart som beskrevs av Reiss 1969. Micropsectra bodanica ingår i släktet Micropsectra och familjen fjädermyggor. Inga underarter finns listade i Catalogue of Life.